# 沃爾克島
27°15′27.8″N 78°23′40.7″W / 27.257722°N 78.394639°W

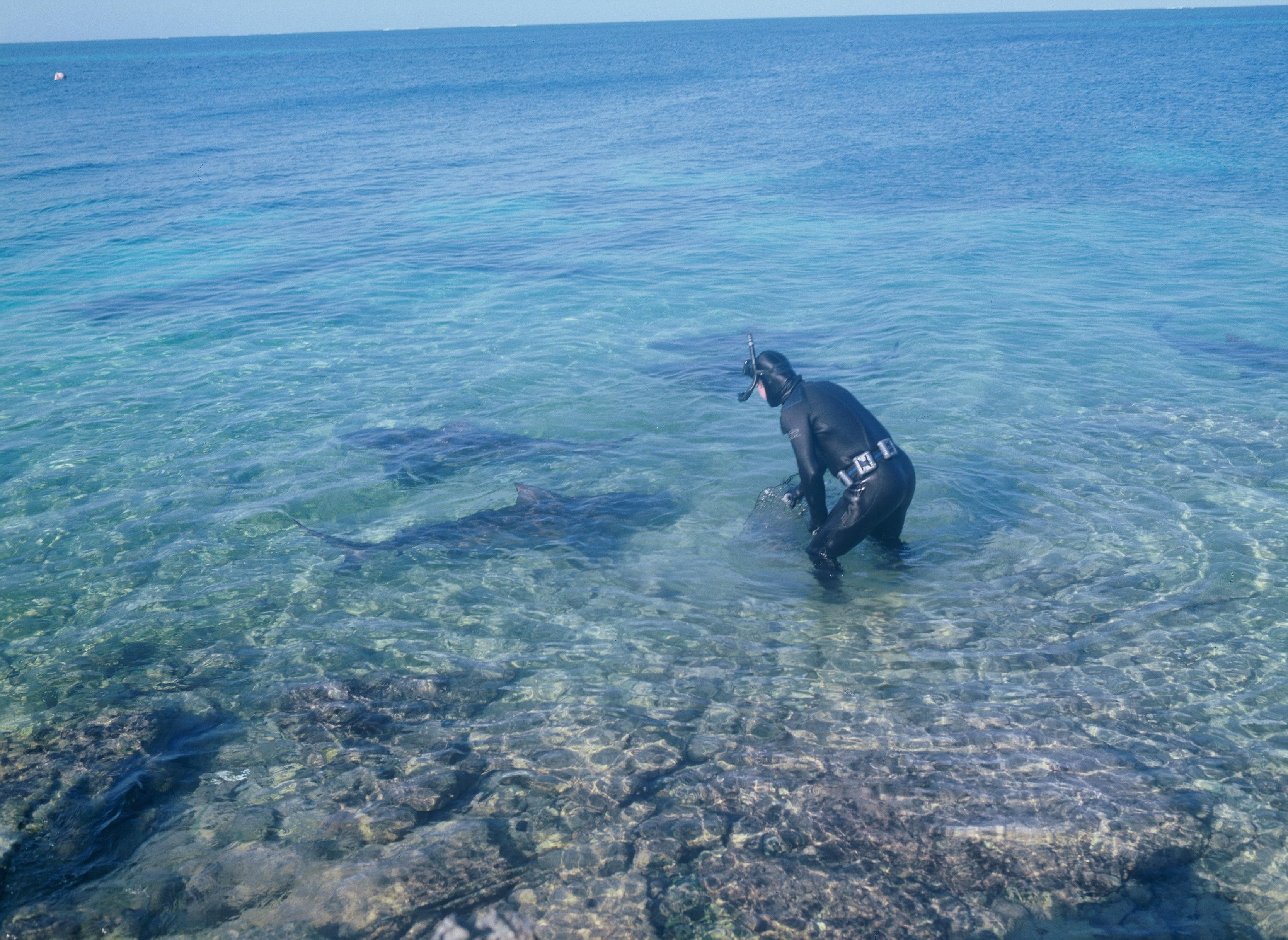

沃爾克島是巴哈馬的島嶼，屬於阿巴科群島的一部分，面積約100英畝（0.4平方公里）。該島附近海域在2002年成為國家公園，是游釣和潛水的熱門地點，島上無人居住。